# Octan měďnatý

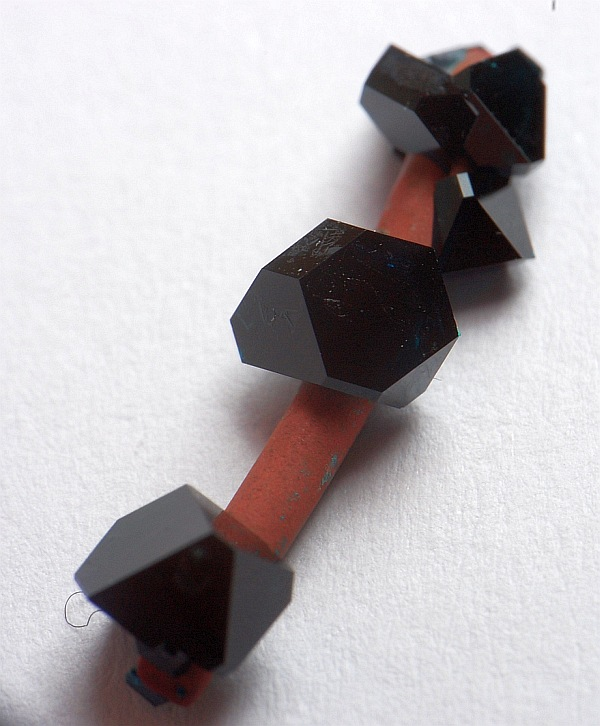
Octan měďnatý

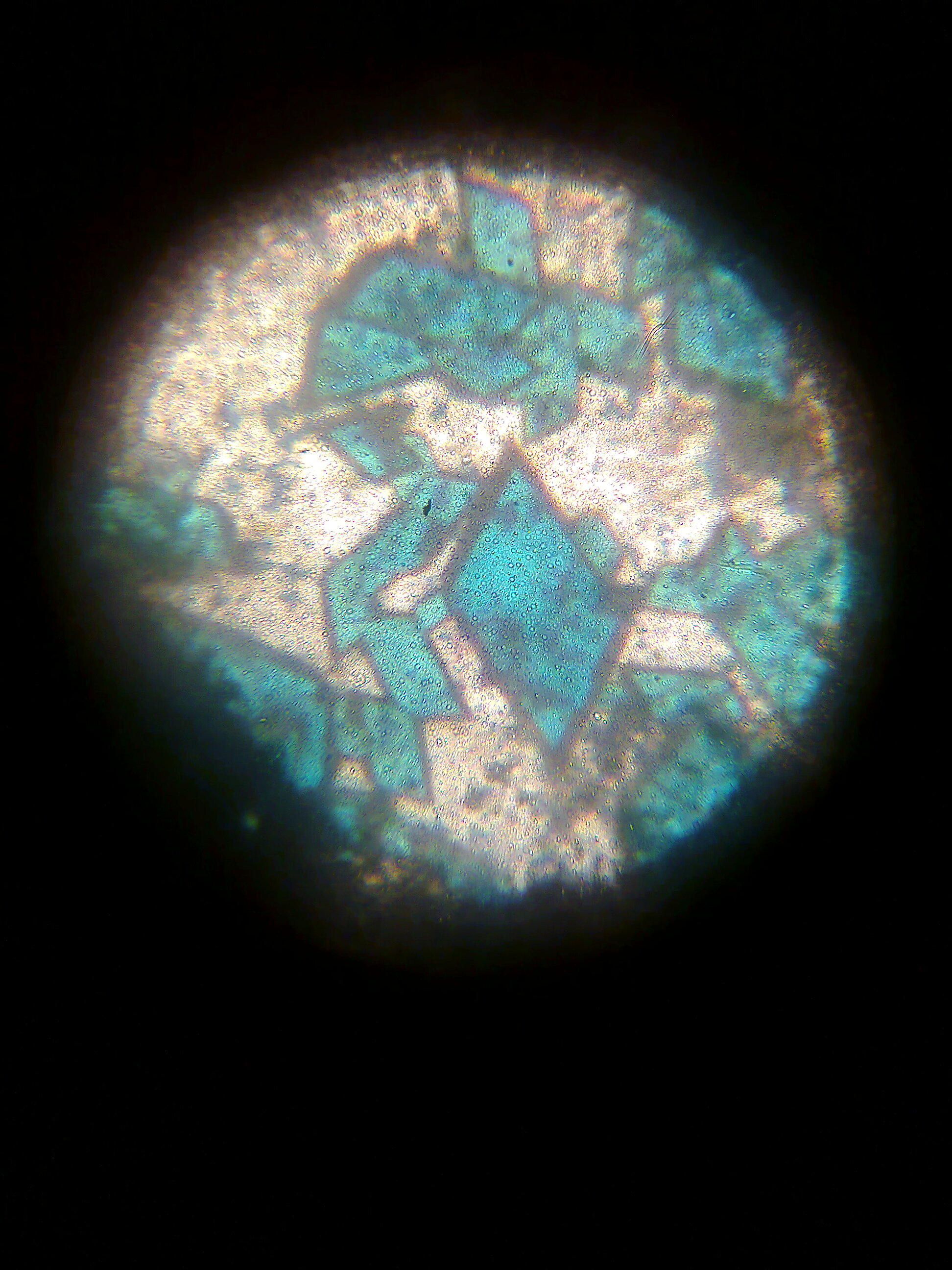
Octan měďnatý

Octan měďnatý (též ethanoát měďnatý) je měďnatá sůl kyseliny octové. Jedná se o relativně rozpustnou tmavě modrou látku, které se využívá na výrobu organických sloučenin mědi. Je obsažena i v některých nerostech a je i hlavní látkou jednoho z nich.

## Výroba
Měď, na rozdíl od některých jiných kovů, jako je například železo, nereaguje s kyselinami, jelikož měď je podle Beketovovy řady kovů ušlechtilý kov. Proto je výroba poměrně obtížná.
Průmyslově se vyrábí elektrolýzou octanu vápenatého měděnými elektrodami, roztok se nesmí promíchávat, a nakonec se odsaje roztok octanu měďnatého.
Laboratorně lze tuto látku připravit z kyseliny octové a mědi a peroxidu vodíku.
{\displaystyle {\mathsf {2\,CH_{3}COOH+H_{2}O_{2}+Cu\ \to \ 2\,H_{2}O+Cu(CH_{3}COO)_{2}}}}
Případně je možno jej připravit z oxidu měďnatého či uhličitanu měďnatého a kyseliny octové
{\displaystyle {\mathsf {2\,CH_{3}COOH+CuO\ \to \ 2\,H_{2}O+Cu(CH_{3}COO)_{2}}}}
{\displaystyle {\mathsf {2\,CH_{3}COOH+CuCO_{3}\ \to \ 2\,H_{2}O+Cu(CH_{3}COO)_{2}+CO_{2}}}}

## Reakce
Octan měďnatý reaguje s peroxidem vodíku, dochází k rozpadu na nerozpustný oxid měďnatý, proto se musí při výrobě za pomocí peroxidu velice přesně měřit a počítat, avšak při případné chybě lze oxid měďnatý zase nechat zreagovat, viz výše.
Octan měďnatý reaguje s uhličitanem sodným a kyselinou acetylsalicylovou (aspirinem) za vzniku acetylsalicylátu měďnatého, což je nerozpustné modré barvivo.
Z octanu měďnatého lze vyrábět i například dusičnan měďnatý, přičemž vzniká i octan draselný, tyto 2 látky se od sebe poměrně těžko oddělují. Reakce probíhá podle rovnice:
{\displaystyle {\mathsf {Cu(CH_{3}COO)_{2}+2\,KNO_{3}\ \to \ Cu(NO_{3})_{2}+2\,KCH_{3}COO}}}
Octan měďnatý se používá na výrobu organických sloučenin mědi, a také jako katalyzátor, například umožňuje hoření cukru.